# Майкл Дюрант
Майкл Дюрант (н. 23 липня 1961) — американський військовий пілот, експерт з авіаційного менеджменту, підприємець, автор книги «В компанії героїв»(«In the Company of Heroes»), в якій описав особистий досвід участі у військових операціях. Став відомим завдяки участі у спецоперації «Готичний змій», в ході бойових дій якої вертоліт, яким Дюрант пілотував, зазнав аварії і пілот був захоплений бойовиками у полон на 11 днів. 

## Життєпис
Народився 23 липня 1961 року в Берліні (штат Нью-Гемпшир), в сім'ї Леона і Луїзи Дюрант.
В серпні 1979 року вступив до армії США. Після курсу молодого бійця вступив у Військовий інститут іноземних мов МО США, а потім був призначений до 470-ї групи військової розвідки у Форт-Клейтоні. Потім пройшов навчання для пілотів на вертольотах у Форт-Ракері, штат Алабама. Під час навчання він літав на вертольотах TH-55 і Bell UH-1.
При отриманні звання ворент-офіцера 1-го класу Дюрант продовжив кваліфікацію на гелікоптер UH-60 Black Hawk і був направлений в 377-ю медичну рятувальну групу в Сеулі, Південна Корея. Після 24 років служиб він налітав 150 місій з евакуації поранених на гелікоптерах UH-1 і UH-60. Через 18 місяців Дюрант перейшов до 101-ї повітряно-десантної (повітряно-штурмової) дивізії у Форт Кемпбелл, Кентуккі. У званні ворент-офіцера 2-го класу він став інструктором пілотних курсів та літав на бойові завдання на UH-60. Дюрант вступив на службу до 160-го авіаційного полку спеціального призначення 1 серпня 1988 року. Призначений до роти D.
Під час операції «Готичний Змій» Дюрант був пілотом MH-60L «Чорного яструба», який був збитий у битві в Могадішо 3 жовтня 1993 року. У хвостовий ротор вертольота потрапила реактивна граната, це призвело до падіння приблизно за милю на південний захід від проведення рейду.
Дюрант та його екіпаж, Білл Клівленд, Рей Френк та Томмі Філд вижили під час удару, але були серйозно поранені. Дюрант зламав ногу і пошкодив хребет. Два снайпери з Дельти, Гері Гордон і Рендалл Шугарт, прикривали уцілілих військових від атакуючих сомалійців. Потім обидва спустилися до вертольота і прикривали екіпаж із землі, вбивши близько 25 повстанців Сомалі, поки в них не закінчилися патрони. Трохи пізніше вони були оточені і вбиті, разом з Клівлендом, Френком і Філдом. Обидва отримали Медаль Пошани посмертно.
Сомалійці тримали Дюранта у полоні. Він був єдиним, хто вижив з екіпажу. Під час його ув'язнення його доглядав Абдуллахі Хассан, міністр пропаганди при сомалійському генералові Мохамеду Фараху Айдід. Після 11 днів ув'язнення Айдід випустив під вартою Червоного Хреста Дюранта та іншого полоненого, нігерійського солдата.
Після звільнення Дюрант вилікувався і продовжив літати у 160-му авіаполку. Він пішов у відставку у 2001 році, налітавши понад 3700 годин, у тому числі понад 1400 із приладом нічного бачення.
Дюрант розповідає про рейд у Сомалі та переживання, які він пережив у полоні. Він багато спілкувався з актором Роном Елдардом, який зобразив його у фільмі «Падіння чорного яструба», в якому розповідається про події військового рейду.
У 2003 Дюрант випустив книгу «In the Company of Heroes», в якій описує свою службу та полон.
20 січня 2022 року стало відомо, що Дюрант планується балотуватися в сенат США від штату Алабама.
Дюрант та його дружина Ліза мають 6 дітей.